# Stockheim (Górna Frankonia)
Stockheim – miejscowość i gmina w Niemczech, w kraju związkowym Bawaria, w rejencji Górna Frankonia, w regionie Oberfranken-West, w powiecie Kronach. Leży nad rzeką Haßlach, przy drodze B85 i linii kolejowej Monachium – Lipsk – Berlin.
Gmina położona jest 8 km na północ od Kronach i 43 km na zachód od Hof.

## Dzielnice
W skład gminy wchodzą następujące dzielnice: 
- Burggrub
- Haig
- Haßlach
- Neukenroth
- Reitsch
- Stockheim
- Wolfersdorf

## Polityka
Wójtem jest Albert Rubel (CSU). Rada gminy składa się z 20 członków:
|      | CSU | SPD | Wolna Grupa Wyborcza Stockheim | Razem     |
| 2002 | 9   | 5   | 6                              | 20 miejsc |

### Współpraca
Miejscowość partnerska:
- Mühlbach am Hochkönig, Austria

## Osoby urodzone w Stockheimie
- Hermann Schirmer (ur. 1897, zm. 1981), bawarski polityk